# Republic P-43 Lancer
Republic P-43 Lancer (AP-4) – amerykański samolot myśliwski z okresu II wojny światowej zaprojektowany w wytwórni Republic Aviation. Samolot został zaprojektowany w 1939 r. na konkurs United States Army Air Corps (USAAC) na nowoczesny myśliwiec przechwytujący, innymi samolotami zgłoszonymi do konkursu były między innymi Lockheed XP-38, Bell XP-39 i Curtiss XP-40. Samolot służył w amerykańskich, australijskich i chińskich siłach powietrznych.
P-43 był wyprodukowany w małej liczbie egzemplarzy i nie odegrał istotnej roli w czasie wojny, został także stosunkowo szybko wycofany ze służby jako „nieprzydatny bojowo”. Pomimo takiej negatywnej, według niektórych ówczesnych źródeł, opinii, był to raczej niedoceniony i zbyt pośpiesznie odrzucony samolot. Głównym powodem wycofania samolotu przez amerykańskie lotnictwo był brak samozasklepiającego się zbiornika paliwa. Nie licząc tej wady, samolot uważany był za przyjemny w pilotażu, szybki i o dobrej prędkości wznoszenia.

## Historia
Pierwszym następcą udane myśliwca Seversky P-35 miał zostać Seversky XP-41 z silnikiem z turbosprężarką, ale nie wszedł on produkcji seryjnej, niemniej wiele z rozwiązań użytych w tym samolocie zostało wykorzystane w opracowanym niewiele później AP-4. Samolot był napędzany silnikiem gwiazdowym typu Pratt & Whitney R-1830 o stosunkowo dużej średnicy i projektanci próbowali jak najbardziej zmniejszyć jego opory aerodynamiczne opracowując dla niego bardzo ciasną owiewkę i duży kołpak śmigła, co było powodem przegrzewania się silnika. Owiewka została wkrótce po oblataniu AP-4 zmieniona na bardziej konwencjonalną. Innymi rozwiązaniami z XP-41 użytymi w projektowaniu AP-4 była ta sama turbosprężarka i koła podwozia głównego wciągane w kierunku kadłuba.
W 1939 samolot został zgłoszony na konkurs United States Army Air Corps (USAAC) na nowoczesny myśliwiec przechwytujący, innymi samolotami zgłoszonymi do konkursu były między innymi Lockheed XP-38, Bell XP-39 i Curtiss XP-40.
Po ewaluacji zgłoszonych projektów, 12 maja 1939, USAAC zamówił 13 samolotów w wersji YP-43 do testów użytkowych. Główne różnice pomiędzy prototypowym XP-41 (AP-4) a YP-43 polegały na zmniejszeniu wysokości kabiny pilota, przedłużeniu wspornika koła ogonowego i przemieszczenie wlotu powietrza do turbosprężarki.
W 1940 zamówiono 54 samoloty w wersji produkcyjnej P-43, ale kiedy do USAAC dostarczono pierwsze samoloty z serii YP-43 i po analizie raportów z pierwszej fazy wojny w Europie, stało się oczywiste, że jest już to praktycznie przestarzała konstrukcja nienadająca się do walki z ówczesnymi jej samolotami.
Republic zaproponował wówczas nową wersję samolotu, XP-44 Rocket (AP-4J), napędzaną silnikiem Pratt & Whitney R-2180 o mocy 1400 KM. „Rakieta” nie różniła się znacząco od jej poprzednika, ale silnik o większej mocy obiecywał wyższą prędkość maksymalną samolotu. Początkowo zamówiono 80 egzemplarzy XP-44 i ich produkcja rozpoczęła się prawie natychmiast. W tym czasie rozpoczęto prace nad jeszcze bardziej obiecującą wersją samolotu z serii AP-4 – AP-4L, w tej wersji (P-44-2) samolot miał być napędzany silnikiem Pratt & Whitney R-2800-7 i posiadać wyliczoną prędkość maksymalną 653 km/h. 2 lipca 1940 USAAC zamówił 225 „Rakiet” w wersji P-44-2, a 9 września zamówienie zostało zwiększone do 827 egzemplarzy tego samolotu. W połowie 1940 otrzymywane z Europy raporty wskazywały, że w momencie wejścia P-44 do produkcji samolot ten będzie także już przestarzały. W tym czasie w zakładach Republic powstał nowy projekt XP-47 Thunderbolt. Nowy samolot został zaaprobowany przez USAAC 6 września, a 13 września, cztery dni po zwiększeniu zamówienia na P-44, cały kontrakt na ten samolot został anulowany.
Pierwsze samoloty wersje produkcyjne XP-47 miały powstać dopiero w 1942 i aby utrzymać linię produkcyjną Republic w ruchu, USAAC zdecydował się zamówić następną serię P-43, tylko po to aby utrzymać produkcję w zakładach Republic. Samoloty których produkcję rozpoczęto jako P-44 miały zostać ukończone już jako P-43.
Łącznie zbudowano 272 samoloty w dwóch podobnych wersjach (i jeden prototyp).

## Użytkownicy

### Chińskie Siły Powietrzne
W kwietniu 1941 rządy Stanów Zjednoczonych i Chin podpisały kontrakt na dostawę 125 samolotów P-43 dla Chińskich Sił Powietrznych. Na początku 1942 pierwsze samoloty zostały wysłane do Chin drogą morską przez Karaczi, gdzie pierwsze dotarły w 20 marca. Po wyładowaniu, wciąż nierozpakowane samoloty były przewożone na lotnisko Malir, gdzie były składane i oblatywane.
Przynajmniej część z samolotów miało poważne problemy z przeciekającymi zbiornikami paliwa, co stanowiło poważne zagrożenie z powodu znajdującej się pod kadłubem turbosprężarki, w samolotach przeprowadzono doraźne naprawy.
W kwietniu samoloty zostały przekazane do rąk pilotów chińskiej 4 Grupy Powietrznej. Do 29 kwietnia do Karaczi przybyło 69 samolotów, z czego jedenaście zostało przekazanych chińskim pilotom. Już w chińskich rękach samoloty przelatywały z Karaczi do Kunming w Chinach. Nie zachowały się dokładne dane dotyczące tych lotów, ale według niektórych źródeł w czasie lotów uległo zniszczenia do 50% chińskich P-43. Łącznie ze 108 samolotów przekazanych Chińskim Siłom Powietrznym, do 5 czerwca do Kunming (według chińskich raportów) dotarło 35 samolotów, z czego cztery rozbiły się przy lądowaniu, 17 było uszkodzonych i wymagało napraw, a 14 było w dobrym stanie.
W Chińskich Siłach Powietrznych P-43 używane były do bardzo wielu zadań; używano ich jako myśliwców eskortowych i przechwytujących, ale także do zadań rozpoznawczych i komunikacyjnych. Używane też były jako szybkie samoloty transportowe lub pasażerskie, w dużym luku bagażowym P-43 można było „wcisnąć” jednego pasażera.
Chińskie P-43 zostały wycofane ze służby około czerwca 1943.

### USAAC/USAAF
13 sierpnia pięć chińskich P-43 zostało przekazanych amerykańskiej 23d Fighter Group (23 Grupa Myśliwska, następcy American Volunteer Group, popularnych „Latających Trygrysów”).
17 sierpnia dwa P-43 z należącego do 23d Fighter Group 75th Fighter Squadron (75 Dywizjon Myśliwski) zostały użyte po raz pierwszy bojowo w nieudanej próbie przechwycenia japońskiego samolotu rozpoznawczego (najprawdopodobniej szybki samolot rozpoznawczy Mitsubishi Ki-46).
W 23 Grupie Myśliwskiej, P-43 używane były głównie do zadań foto-rozpoznawczych z powodu ich dobrych osiągów na dużym pułapie oraz braku samozasklepiających się zbiorników paliwa, co czyniło je niebezpieczne w walkach powietrznych, niemniej 2 lutego 1943 pilot Grupy, kapitan Jeffrey Wellborn z 76 Dywizjonu Myśliwskiego zestrzelił w niespodziewanym ataku japoński Mitsubishi Ki-46. Było to jedyne potwierdzone zwycięstwo P-43 w amerykańskich rękach.
Pozostałe P-43 będące w służbie USAAC zostały przebudowane na samoloty rozpoznania fotograficznego, nie były używane bojowo.

### Royal Australian Air Force
w 1942 osiem „Lansjerów” zostało przekazanych do australijskiego No. 1 Photo Reconnaissance Unit (PRU, 1 Jednostka Foto-Rozpoznawcza). Sześć pierwszych samolotów, dwa P-43D i cztery P-43A-1, zostało przekazanych 31 sierpnia, a dwa pozostała, P-43D, 10 listopada. W służbie RAAF samoloty miały oznaczenia A56-1 do A56-8. Samoloty służyły w PRU do końca roku, na początku 1943 sześć z nich, A56-1/5 i -8 zostało przekazanych do amerykańskiej jednostki 5th Air Force stacjonującej w Charters Towers w Queensland. A56-7 został skreślony ze stanu PRU 8 marca 1943. A56-7 zaginął 28 kwietnia 1943 po starcie z Wagga Wagga, został odnaleziony w 1958 w pobliżu Healesville Hills na północny wschód od Melbourne.

## Opis konstrukcji
Republic P-43 był jednosilnikowym dolnopłatem o konstrukcji metalowej. Samolot miał podwozie klasyczne z kołem ogonowym, wciągane w locie. Napęd samolotu stanowił silnik gwiazdowy typu Pratt & Whitney R-2180. W wersji myśliwskiej samolot uzbrojony był w cztery karabiny maszynowe – dwa 12,7 mm i dwa 7,62 mm lub cztery 12,7 mm i mógł przenosić dwie bomby 200 funtowe lub sześć 20 funtowych (odpowiednio 2 × 90,7 lub 6 × 9,07 kg).

## Ocena samolotu
P-43 był wyprodukowany w małej liczbie egzemplarzy i nie odegrał istotnej roli w czasie wojny, jako że szybko został uznany za „nieprzydatny bojowo”, niemniej według niektórych źródeł był to raczej niedoceniony i zbyt pośpiesznie odrzucony samolot. Głównym powodem wycofanie samolotu przez amerykańskie lotnictwo był brak samozasklepiającego się zbiornika paliwa. Nie licząc tej wady, samolot uważany był za przyjemny w pilotażu, szybki i o dobrej prędkości wznoszenia.
P-43 jako jedyne samoloty w chińskim teatrze działań mogły przechwycić japońskie samoloty rozpoznawcze latające na dużym pułapie, pozbawione turbosprężarek P-40 nie mogły być używane do takich zadań. Nie istnieje dużo informacji na temat charakterystyk P-43 w walkach z myśliwcami nieprzyjaciela (większość japońskich myśliwców używanych w Chinach stanowiły Nakajima Ki-43), ale zachowane informacje wskazują na to, że P-43 radziły sobie w walce z japońskimi myśliwcami nie gorzej niż inne współczesne im samoloty, nic także nie wskazuje na to, aby nie samozasklepiający się zbiornik paliwa stanowił jakieś szczególne zagrożenie.
Wycofanie ze służby P-43 zbiegło się w czasie z pojawieniem w Chinach japońskich myśliwców Nakajima Ki-44, które wyraźnie górowały nad amerykańskimi P-40 choćby dlatego, że wyposażone w turbosprężarkę były w stanie atakować amerykańskie samoloty z większej wysokości. W tym czasie P-43 zostały już uznane za samoloty „niebojowe” (non combat) choć biorąc pod uwagę ich osiągi, nadawałyby się do walki z Ki-44 znacznie lepiej niż uznane za lepsze od nich P-40.

## Wersje
YP-43
Seria 13 samolotów zamówionych do testów użytkowych (numery seryjne 39-704/716), zamówienie złożono 12 września 1939, pierwszy samolot został dostarczony we wrześniu 1940. Napęd samolotu stanowił silnik Pratt & Whitney R-1830-35 o mocy 1200 KM.
P-43 (RP-43-RE)
Pierwsza seria produkcyjna zamówiona w 1940 (numery seryjne 41-6668/6721), pierwsze samoloty z tej serii dostarczono 16 maja 1941. Napęd samolotu stanowił silnik Pratt & Whitney R-1830-47 o mocy 1200 KM. W późniejszym czasie samoloty zostały przebudowane do wersji foto-rozpoznawczej poprzez usunięcie uzbrojenia i zainstalowanie aparatów fotograficznych.
P-43A (RP-43A-RE)
Druga wersja produkcyjna (numery seryjne 40-2891/2970, P-43A-1 41-31448/31572). Pierwsza seria była prawie identyczna do P-43, ale z silnikiem w wersji -49 o tej samej mocy, druga seria miał zwiększone opancerzenie i samozasklepiające się zbiorniki paliwa oraz silnik w wersji -57. 108 samolotów tej wersji zostało przekazanych Chińskim Siłom Powietrznym.
P-43B-RE
14 samolotów P-43A przebudowanych do wersji foto-rozpoznawczej.
P-43C-RE
Dwa samoloty P-43A przebudowanych do wersji foto-rozpoznawczej z innym układem aparatów fotograficznych.
P-43D-RE
Sześć samolotów rozpoznanie fotograficznego z serii P-43.
P-43E-RE
Planowana, ale niewybudowana wersja foto-rozpoznawcza P-43.
RP-43-RE
Nowe oznaczenie dla P-43 wprowadzone w październiku jako samolotów, które nie mają być używane bojowo (restricted from combat use).
RP-43A-RE
Nowe oznaczenie dla P-43 wprowadzone w październiku jako samolotów, które nie mają być używane bojowo (restricted from combat use).
XP-44
Planowana wersja rozwojowa, ostatecznie została wybudowana jako P-47.

## Dane taktyczno-techniczne
| Wersja | Długość (m) | Rozpiętość (m) | Wysokość (m) | Pow. nośna (m²) | Masa własna (kg) | Masa całkowita (kg) | Masa startowa (kg) | Pręd. max. (km/h) | Pręd. przelotowa (km/h) | Wznoszenie (m/s) | Pułap (m) | Zasięg (km) | Uzbrojenie          |
| ------ | ----------- | -------------- | ------------ | --------------- | ---------------- | ------------------- | ------------------ | ----------------- | ----------------------- | ---------------- | --------- | ----------- | ------------------- |
| YP-43  | 8,50        | 10,97          | 4,26         | 20,71           | 2565             | 3311                | 3599               | 565               | 451                     | 869              | 11 582    | 1287        | 2×12,7 mm 2×7,62 mm |
| P-43   | 8,68        | 10,97          | 4,26         | 20,71           | 2565             | 3534                | 3599               | 562               | 451                     | 869              | 11 582    | 2092        | 2×12,7 mm 2×7,62 mm |
| P-43A  | 8,68        | 10,97          | 4,26         | 20,71           | 2720             | 3373                | 3847               | 573               | 451                     | –                | 10 973    | 2334        | 4×12,7 mm           |